# اودژووو (استان اشوی‌داشکسیه)
اودژووو (به لهستانی: Odrzywół) یک منطقهٔ مسکونی در لهستان است که در گمینا زووتا واقع شده‌است.